# Jungle Cruise (film)
Ne doit pas être confondu avec Jungle Cruise.
Pour plus de détails, voir Fiche technique et Distribution.
Jungle Cruise, ou Croisière dans la jungle au Québec, est un film d'aventures américain réalisé par Jaume Collet-Serra et sorti en 2021. Il s'agit de l'adaptation de Jungle Cruise, une des plus anciennes attractions des parcs Disney.
Le film débute en 1916, pendant la Première Guerre mondiale, alors que Frank Wolff, capitaine d'un bateau, prend à son bord une scientifique et son frère. Ils partent en mission dans la jungle à la recherche d'un arbre guérisseur. Le trio va croiser de nombreux obstacles sur sa route, notamment une troupe de soldats allemands concurrente et des conquistadors maudits.
Après une année de post-production et un an de retard supplémentaire dû à la pandémie de COVID-19, Jungle Cruise est finalement sorti aux États-Unis le 30 juillet 2021, simultanément dans les salles et numériquement via Disney+ Premier Access. Dans le reste du monde, le film sortira au cinéma uniquement. Jungle Cruise a reçu des critiques mitigées à positives et a rapporté 220,9 millions de dollars dans le monde entier contre un budget de production de 200 millions de dollars. Il a également gagné 66 millions de dollars au cours de ses 30 premiers jours sur Premier Access.
Une suite est en cours de développement, avec Johnson et Blunt prêts à reprendre leurs rôles.

## Synopsis
En 1556, Lope de Aguirre et des conquistadors partent en Amazonie à la recherche d'un arbre "Lágrimas de Cristal" dont les pétales pourraient guérir toutes les maladies, blessures et même briser les malédictions. Le chef de la tribu des Puka Michuna connaît son emplacement mais refuse de le dévoiler. De rage, les conquistadors le tuent et incendient leur village. Dans son dernier souffle, le chef des Puka Michuna jeta une malédiction sur les conquistadors en les condamnant à ne jamais quitter le fleuve d’Amazonie et sans pouvoir mourir.
En 1916 durant la Grande Guerre à Londres, les recherches de la botaniste Lily Houghton sur cet arbre légendaire et les larmes de lune sont présentées par son frère auprès de la Royal Society de Londres. Leur but est de révolutionner à la fois la médecine et l'effort de guerre. Pour cela elle a besoin d’une ancienne pointe de flèche récemment acquise. La demande est refusée car l'arbre est considéré comme un mythe et les femmes scientifiques sont défavorisées. Cependant, croyant que la pointe de flèche et son ancienne carte d'Amazonie sont la clé pour trouver l'arbre, Lily la vole, évitant de justesse Joachim de Prusse, qui est également déterminé à trouver l'arbre pour l'Allemagne.
À Porto Velho au Brésil, Lily et MacGregor recherchent un guide pour naviguer sur le fleuve Amazone. Ils engagent le capitaine Frank Wolff qui propose des croisières dans la jungle agrémentées de faux dangers théâtraux et de jeux de mots ringards. Il refuse d'abord, citant les dangers de la rivière et de la jungle. Frank reconsidère en voyant la pointe de flèche. Frank récupère son moteur de bateau (Quilla) repris par le capitaine du port Nilo et le trio part après avoir échappé au sous-marin de guerre de Joachim.
Dans les quartiers personnels de Frank, Lily découvre que Frank a un jaguar domestique (Proxima) et trouve des cartes et des croquis d'inventions modernes ainsi que des recherches sur les larmes de la lune. Elle l'accuse de chercher l'Arbre, mais il insiste sur le fait qu'il a abandonné il y a longtemps. Ils sont capturés par la tribu des Puka Michuna, déguisés en cannibales, mais ils les libèrent rapidement car il s’agissait d’un stratagème de Frank. En colère, Lily commence à douter de Frank. Le chef tribal Trader Sam traduit les symboles sur la pointe de flèche, révélant le véritable emplacement de l'arbre et qu'il ne fleurit que sous le clair de lune.
Pendant ce temps, le prince a localisé les conquistadors pétrifiés à l'intérieur d'une grotte. Il conclut un marché avec eux pour qu’ils lui trouvent la pointe de flèche en échange d’une pétale pour lever leur malédictions. Il détourne la rivière pour les libérer et ils sont réanimés tout en fusionnant avec des éléments de la forêt tropicale. Les conquistadors attaquent la tribu où Frank est poignardé au cœur. Lily s'enfuit avec l'artefact, mais les vignes éloignent les Espagnols lorsqu'en la poursuivant ils perdent de vue la rivière sans le savoir.
À la stupéfaction des Houghton, Frank réapparaît vivant, même avec l’arme qui transperce son cœur. Il révèle que son vrai nom est Francisco Lopez de Heredia et qu'il est l'un des conquistadors maudits et le frère adoptif d'Aguirre, qui voulait autrefois aider à trouver les larmes pour sauver la fille malade d'Aguirre. Cependant, il s'est rangé du côté de la tribu contre la colère d'Aguirre. Après des années de combats, il réussit à piéger ses anciens camarades vengeurs loin de la vue de la rivière en les pétrifiant. À défaut de trouver l'arbre, Frank est devenu guide touristique et a construit un village. Frank lui annonce que lorsqu’ils auront trouvé les larmes de lune, il va pouvoir briser sa malédictions afin qu’il puisse choisir de connaître le repos éternellement même si Lily est attristé par cet décision.
Lily et Frank continuent jusqu'à la cascade La Luna Rota et découvrent un temple submergé. Pendant ce temps, Joachim a capturé MacGregor et l'oblige à révéler l'emplacement de l’arbre. Frank, les Houghton, les Allemands et les conquistadors convergent tous vers l'arbre lorsque l'eau de La Luna Rota est partiellement drainée.
Découvrant que la pointe de flèche est un médaillon avec à l’intérieur une gemme rouge, Lily place les deux pièces dans des sculptures dans l'écorce et l'arbre fleurit brièvement sous l’éclat de la lune. Alors qu'un combat s'ensuit, Lily récupère à temps le dernier pétale avant qu’il ne se fane. Les soldats allemands se noient, Joachim est écrasé par des chutes de pierres et Frank fait crasher son bateau pour bloquer la rivière, se pétrifiant ainsi que le reste des conquistadors pour sauver Lily. Réalisant ses vrais sentiments pour Frank, Lily sacrifie son pétale dans l’espoir de lever la malédiction de Frank et rétablir sa mortalité.
Une fois redevenu à la normale, Frank décide de suivre les Houghton à Londres. Avant de partir, Lily récupère un pétale qui fleurit à ses pieds pour ses recherches. De retour au port, Frank vend ce qui reste de son bateau à M. Nilo.
Après leur retour réussi à Londres, Lily devient professeur titulaire à l'Université de Cambridge. MacGregor rejette une invitation à devenir membre de la Royal Society. Lily fait visiter Londres à Frank.

## Fiche technique
Sauf indication contraire, les informations mentionnées dans cette section peuvent être confirmées par la base de données cinématographiques IMDb,  présente dans la section « Liens externes ».
- Titre original et français : Jungle Cruise
- Titre québécois : Croisière dans la jungle[2]
- Réalisation : Jaume Collet-Serra
- Scénario : Michael Green, Glenn Ficarra et John Requa, d'après une histoire de John Norville, Josh Goldstein, Glenn Ficarra et John Requa, d'après l'attraction Jungle Cruise créée par Harper Goff et Robert A. Mattey
- Musique : James Newton Howard
- Direction artistique : David Lazan
- Décors : Jean-Vincent Puzos
- Costumes : Paco Delgado
- Photographie : Flavio Martínez Labiano
- Montage : Joel Negron
- Production : John Davis, John Fox, Dany Garcia et Hiram Garcia
  - Coproduction : Scott Sheldon
  - Production déléguée : Douglas C. Merrifield
- Sociétés d'effets visuels : DNEG, Industrial Light & Magic, Rodeo FX, Rising Sun Pictures et Weta Digital
- Sociétés de production : Davis Entertainment, Endgame Entertainment, Seven Bucks Productions, Walt Disney Pictures et Zaftig Films
- Société de distribution : Walt Disney Studios Distribution
- Pays de production :  États-Unis
- Langues originales : anglais et espagnol
- Format : couleur
- Genre : aventures, action, aventures, comédie
- Durée : 127 minutes
- Dates de sortie[3] :
  - États-Unis : 24 juillet 2021 (avant-première mondiale), 30 juillet 2021 (au cinéma et achat digital sur Disney+)
  - France : 28 juillet 2021
- Classification :
  - France : tous publics

## Distribution
Sauf indication contraire, les informations mentionnées dans cette section peuvent être confirmées par les bases de données cinématographiques IMDb et Allociné,  présentes dans la section « Liens externes ».
- Dwayne Johnson (VF : David Krüger ; VQ : Benoît Rousseau) : Francisco Lopez de Heredia / Frank Wolff
- Emily Blunt (VF : Léovanie Raud ; VQ : Camille Cyr-Desmarais) : Dr Lily Houghton
- Jack Whitehall (VF : Valentin Merlet ; VQ : Maël Davan-Soulas) : MacGregor Houghton
- Édgar Ramírez (VF : Mario Bastelica ; VQ : Alexis Lefebvre) : Don Lope de Aguirre
- Jesse Plemons (VF : Tanguy Goasdoué ; VQ : Benoît Brière) : le prince Joachim de Prusse
- Paul Giamatti (VF : Philippe Peythieu ; VQ : Pierre Auger) : Nilo Nemolato
- Andy Nyman (VF : Gabriel Le Doze ; VQ : François Sasseville) : Sir James Hobbs-Cunningham
- Quim Gutiérrez : Melchor
- Raphael Alejandro: Zaqueu
- Veronica Falcón (VF : Isabelle Leprince ; VQ : Pascale Montreuil) : Trader Sam
- Dani Rovira (VF et VQ : lui-même) : Sancho Kapoor

## Production

### Genèse et développement
En septembre 2006, on apprend que le film Jungle Cruise est développé par Mandeville Films, d'après un scénario d'Alfred Gough et Miles Millar, inspiré par le parc d'attraction Jungle Cruise. Peu de détails sont alors révélés, excepté que l'intrigue se déroulera au XXe siècle.
En février 2011, Tom Hanks et Tim Allen sont annoncés dans les rôles principaux, d'après un nouveau script signé Roger S. H. Schulman.
En août 2015, on annonce que Walt Disney Pictures relance son projet Jungle Cruise. Le script est écrit par John Requa et Glenn Ficarra, avec John Davis et John Fox à la production.
En avril 2017, Dwayne Johnson exprime son désir de travailler avec la réalisatrice Patty Jenkins. En juillet 2017, Jaume Collet-Serra est finalement officialisé comme réalisateur et abandonne ainsi la suite de Suicide Squad.
En janvier 2018, le scénariste Michael Green procède à des réécritures du scénario, tout comme Patrick McKay et J.D. Payne avant lui.

### Distribution des rôles
En août 2015, Dwayne Johnson est engagé dans le rôle principal.
Fin janvier 2018, Emily Blunt rejoint la distribution. En mars 2018, Jack Whitehall rejoint à son tour la distribution, pour incarner le frère du personnage d'Emily Blunt,. En avril 2018, Édgar Ramírez et Jesse Plemons sont annoncés dans la peau d'antagonistes,. En mai 2018, Paul Giamatti rejoint le film. En juin 2018, Quim Gutiérrez est engagé dans le rôle d'un méchant.

### Tournage
Le tournage débute le 14 mai 2018 à Hawaï. Le 14 septembre 2018, Walt Disney Pictures annonce la fin du tournage,.

### Musique
Le 23 janvier 2019, il est annoncé que James Newton Howard a été embauché pour créer la partition musicale du film. Le 4 août 2020, le batteur de Metallica Lars Ulrich révèle que le groupe et Howard avaient travaillé sur une version instrumentale de la chanson Nothing Else Matters pour le film. Selon Ulrich, le groupe a rejoint le film après que le président de Walt Disney Pictures et fan de Metallica Sean Bailey, qui a toujours cherché le bon match là où il y avait un moyen pour Metallica de contribuer à un projet Disney, a estimé que Jungle Cruise était « la bonne personne » pour que le groupe et Disney collaborent[réf. nécessaire].

## Accueil

### Sortie
Le 19 octobre 2018, la sortie du film aux États-Unis est officiellement repoussée au 24 juillet 2020. Le 3 avril 2020, elle est de nouveau repoussée au 30 juillet 2021 à cause de la pandémie de Covid-19. Le 13 mai 2021, Dwayne Johnson annonce sur les réseaux sociaux que le film sortira à la fois au cinéma et sur Disney+ en achat digital à la même date, comme Raya et le Dernier Dragon, Cruella et Black Widow avant lui.
L'avant-première mondiale a lieu de 24 juillet 2021 à Disneyland.

### Accueil critique
Sur le site d'agrégation de critiques Rotten Tomatoes, 63 % des 347 critiques sont positives, avec une note moyenne de 6/10. Le consensus du site se lit comme suit : « Son exécution n'est pas aussi solide que certaines des aventures classiques auxquelles il est redevable, mais Jungle Cruise reste un voyage amusant et familial. » Metacritic, qui utilise une moyenne pondérée, attribue au film une note de 50 sur 100, sur la base de 52 critiques, indiquant des critiques « mitigées ou moyennes ». Les audiences interrogées par CinemaScore donnent au film une note moyenne de « A− » sur une échelle de A+ à F, tandis que PostTrak rapporte que 80 % des membres du public lui ont donné une note positive, 60 % d'entre eux déclarant qu'ils le recommanderaient sans hésiter.
Owen Gleiberman, de Variety, salue l'alchimie entre Johnson et Blunt et déclare que le film était « un peu à l'ancienne » et qu'il « bombardait le public de divertissement d'une manière si vivante et pourtant si prétentieuse que parfois vous pourriez souhaiter porter un équipement de protection ». Korey Coleman et Martin Thomas de Double Toasted lui donnent tous deux une critique relativement positive, allant même jusqu'à prédire que d'autres critiques le critiqueraient négativement simplement à cause de son postulat. Cependant, ils sont tous deux divisés sur la représentation du personnage de Jack Whitehall ; alors que Thomas le trouvait comme un pas en avant positif pour les personnages LGBT, Coleman le trouvait quelque peu kitsch et inutile.
Le critique de Rolling Stone, David Fear, donne au film 2,5/5 étoiles et le qualifie de « tentative de vendre la promenade en bateau vintage du Magic Kingdom » comme « le prochain grand film d'été sans fin », ajoutant que « la performance comique croustillante aux pommes acidulées de Blunt se marie bien avec le beefcake de Johnson servi avec un côté de jambon ». Dans le New York Times, Jeannette Catsoulis écrit une critique négative selon laquelle le film est un « gâchis détrempé » avec une intrigue « principalement inintelligible », ajoutant qu'il « présente un exotisme manifestement faux qui semble aussi plat que le frisson forcé entre ses deux protagonistes ». Écrivant pour ABC News, le critique Peter Travers a commenté que « composé de pièces détachées de meilleurs films et d'une durée de plus de deux heures », le film sera « difficile pour les personnes de courte durée » ; cependant, il ajoute qu'il est « meilleur que Haunted Mansion et Tomorrowland », d'autres films basés sur les attractions Disney.

### Box-office
| Pays ou région        | Box-office      | Date d'arrêt du box-office | Nombre de semaines |
| --------------------- | --------------- | -------------------------- | ------------------ |
| États-Unis            | 116 987 516 $   | 25 novembre 2021           | 17                 |
| France                | 803 499 entrées | 14 septembre 2021          | 7                  |
| Total hors États-Unis | 103 901 930 $   | en cours                   | en cours           |
| Total mondial         | 220 889 446 $   | en cours                   | en cours           |